# 1980 SF
1980 SF är en asteroid i huvudbältet som upptäcktes den 16 september 1980 av den tjeckiske astronomen Zdeňka Vávrová vid Kleť-observatoriet.
Den tillhör asteroidgruppen Nysa.